# Langlieger (Fahrrad)

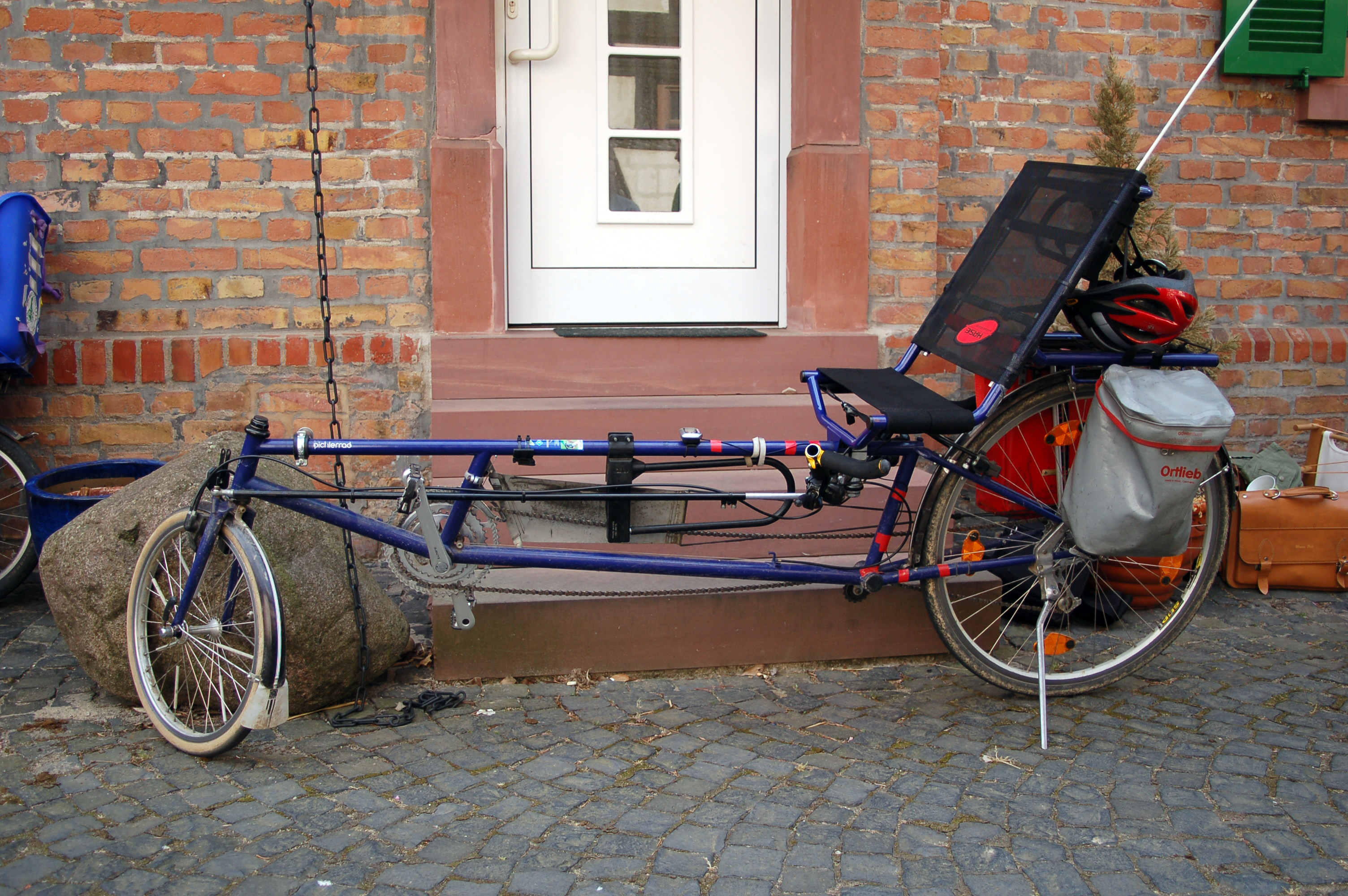
Pichler Langlieger

Ein Langlieger ist ein Liegefahrrad, bei dem das Tretlager hinter dem Vorderrad angeordnet ist. Sesselräder gehören ausdrücklich nicht zu Langliegern, obwohl sich bei ihnen ebenfalls das Tretlager hinter dem Vorderrad befindet.
Die ersten Langlieger entstanden um 1900 als Weiterentwicklung des Sicherheitsfahrrades.
In Deutschland waren in den 1980er Jahren die Langlieger der Unternehmen Radius und Pichler die ersten käuflichen Liegeräder.
Langlieger weisen im Allgemeinen einen sehr großen Radstand auf – das Vorderrad liegt noch vor dem Tretlager. Dies ist auch der Grund für den großen Wendekreis und die geringe Radlast des Vorderrades. Letztere ist problematisch, da das Vorderrad bei Nässe oder Schnee relativ schnell wegrutschen kann. Aufgrund der meist sehr aufrechten Haltung des Fahrers und der nicht vorhandenen Tretlagerüberhöhung weisen Langlieger keine besonders gute Aerodynamik auf. Auch das vergleichsweise hohe Gewicht ist ein Nachteil. Der Einsatzbereich von Langliegern liegt bei Touren- und Alltagsfahrten.
Langlieger sind der „klassische“ Liegeradtyp, werden heutzutage aber kaum noch hergestellt, da Kurzlieger leichter, einfacher zu transportieren und bei niedriger Sitzhöhe ebenso sicher wie Langlieger sind.